# Antônio Prado
Antônio Prado este un oraș în Rio Grande do Sul (RS), Brazilia. 